# Svabit
Svabit ist ein selten vorkommendes Mineral aus der Mineralklasse der „Phosphate, Arsenate und Vanadate“ mit der chemischen Zusammensetzung  Ca5[F|(AsO4)3] und damit chemisch gesehen ein Calcium-Arsenat mit zusätzlichen Fluorionen.
Svabit kristallisiert im hexagonalen Kristallsystem und entwickelt stämmige, hexagonal-prismatische Kristalle von bis zu fünf Millimetern Größe, die typischerweise durch mehrere Bipyramiden modifiziert sind. Er kommt aber auch derben Aggregaten vor. In reiner Form ist Svabit farblos und durchsichtig und zeigt auf sichtbaren Kristalloberflächen einen schwachen harz- bis glasähnlichen Glanz. Durch Fremdbeimengungen kann er aber auch eine gelblichweiße oder graue bis graugrüne Farbe annehmen.

## Etymologie und Geschichte

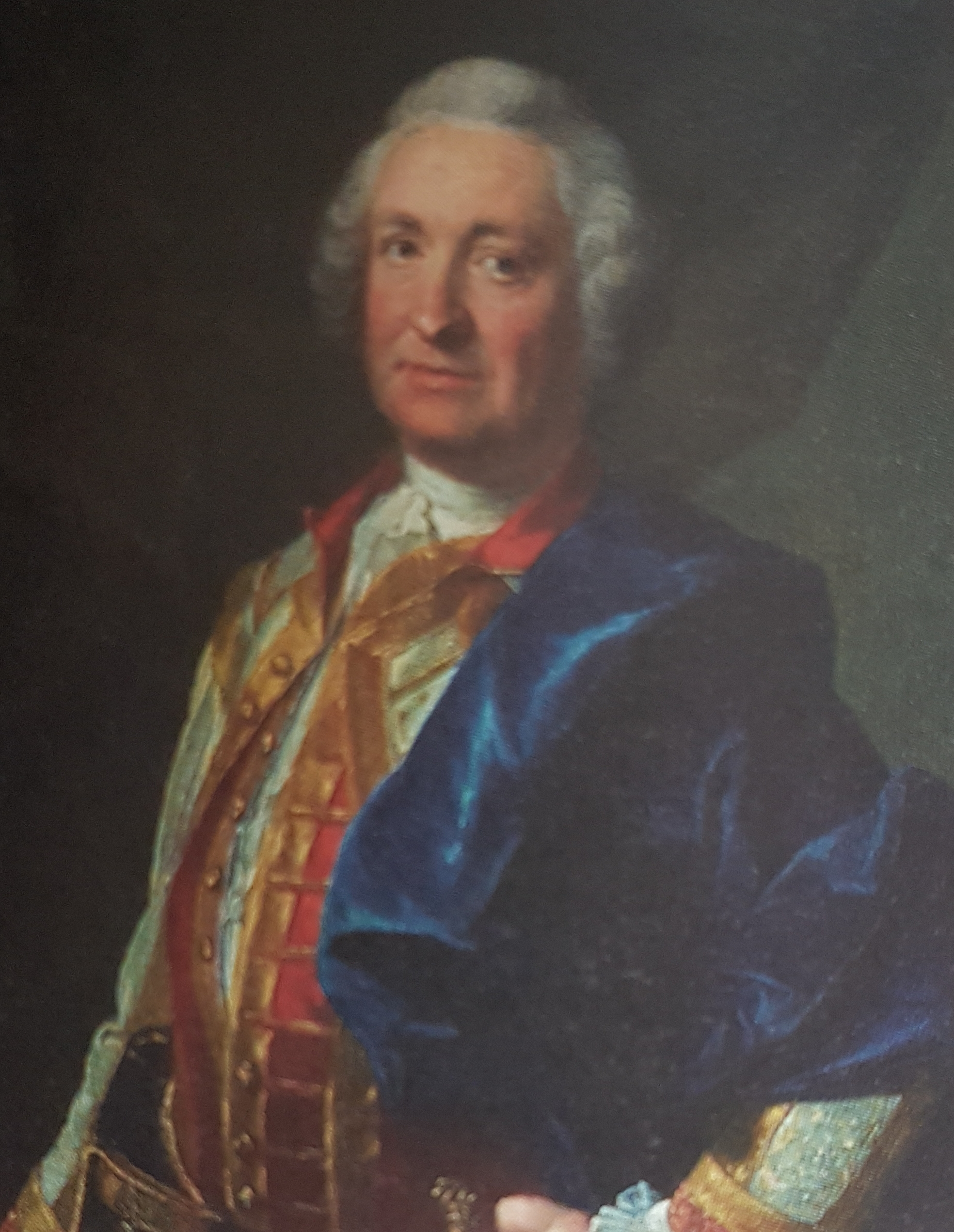
Namensgeber Anton von Swab

Erstmals entdeckt wurde Svabit in der Eisen-Mangan-Grube Harstigen nahe der ehemaligen Grubengemeinde Persberg in der schwedischen Provinz Värmlands län. Die Erstbeschreibung erfolgte 1891 durch Hjalmar Sjögren (1856–1922) zunächst auf Schwedisch und im Folgejahr auf Englisch. Sjögren benannte das Mineral nach dem schwedischen Berghauptmann, Bergrat und Mineralogen Anton von Swab (im schwedischen Original Anton Svab).
Das Typmaterial des Minerals wird an der Harvard University in Cambridge, Massachusetts (USA) unter der Katalog-Nr. 113494 aufbewahrt.

## Klassifikation
Bereits in der zuletzt 1977 überarbeiteten 8. Auflage der Mineralsystematik nach Strunz gehörte der Svabit zur Mineralklasse der „Phosphate, Arsenate und Vanadate“ und dort zur Abteilung „Wasserfreie Phosphate, Arsenate und Vanadate mit fremden Anionen“ (Große Kationen und andere), wo er als einziges Mitglied eine unbenannte Gruppe mit der Systemnummer VII/B.16b bildete.
In der zuletzt 2018 überarbeiteten Lapis-Systematik nach Stefan Weiß, die formal auf der alten Systematik von Karl Hugo Strunz in der 8. Auflage basiert, erhielt das Mineral die System- und Mineralnummer VII/B.39-060. Dies entspricht ebenfalls der Abteilung „Wasserfreie Phosphate, mit fremden Anionen F,Cl,O,OH“, wo Svabit zusammen mit Alforsit, Belovit-(Ce), Belovit-(La), Carbonat-Fluorapatit, Carbonat-Hydroxylapatit, Carlgieseckeit-(Nd), Chlorapatit, Deloneit-(Ce), Fluorapatit, Fluorcaphit, Fluorphosphohedyphan, Fluorstrophit, Hedyphan, Hydroxylapatit, Hydroxylpyromorphit, Johnbaumit, Kuannersuit-(Ce), Mimetesit, Mimetesit-M (Klinomimetesit, diskreditiert 2010 als polymorphe Variante von Mimetesit), Miyahisait, Morelandit, Phosphohedyphan, Pieczkait, Pyromorphit, Stronadelphit, Turneaureit, Vanackerit und Vanadinit die „Apatitgruppe“ mit der Systemnummer VII/B.39 bildet.
Auch die von der International Mineralogical Association (IMA) zuletzt 2009 aktualisierte 9. Auflage der Strunz’schen Mineralsystematik ordnet den Svabit in die Abteilung der „Phosphate usw. mit zusätzlichen Anionen; ohne H2O“ ein. Diese ist allerdings weiter unterteilt nach der relativen Größe der beteiligten Kationen und dem Stoffmengenverhältnis der zusätzlichen Anionen (OH etc.) zum Phosphat-, Arsenat- bzw. Vanadatkomplex (RO4), so dass das Mineral entsprechend seiner Zusammensetzung in der Unterabteilung „Mit ausschließlich großen Kationen; (OH usw.) : RO4 = 0,33 : 1“ zu finden ist, wo es zusammen mit Alforsit, Belovit-(Ce), Belovit-(La), Carbonat-Fluorapatit, Carbonat-Hydroxylapatit, Chlorapatit, Deloneit-(Ce), Fluorphosphohedyphan, Fluorstrophit, Fermorit, Fluorapatit, Fluorcaphit, Hedyphan, Hydroxylapatit, Hydroxylapatit-M, Hydroxylpyromorphit, Johnbaumit, Kuannersuit-(Ce), Mimetesit, Mimetesit-M, Morelandit, Phosphohedyphan, Pyromorphit, Stronadelphit, Turneaureit und Vanadinit ebenfalls die „Apatitgruppe“ mit der Systemnummer 8.BN.05 bildet.
In der vorwiegend im englischen Sprachraum gebräuchlichen Systematik der Minerale nach Dana hat Svabit die System- und Mineralnummer 41.08.03.01. Dies entspricht ebenfalls der Klasse der „Phosphate, Arsenate und Vanadate“ und dort der Abteilung „Wasserfreie Phosphate etc., mit Hydroxyl oder Halogen“. Hier ist das Mineral nur zusammen mit Turneaureit, Johnbaumit und Fermorit in einer unbenannten Gruppe mit der Systemnummer 41.08.03 innerhalb der Unterabteilung „Wasserfreie Phosphate etc., mit Hydroxyl oder Halogen mit (A)5(XO4)3Zq“ zu finden.

## Kristallstruktur
Svabit kristallisiert isotyp mit Apatit im hexagonalen Kristallsystem in der Raumgruppe P63/m (Raumgruppen-Nr. 176) mit den Gitterparametern a =  9,7268(5) Å und c = 6,9820(4) Å sowie zwei Formeleinheiten pro Elementarzelle.

## Eigenschaften
Svabit zeigt unter langwelligem UV-Licht eine rötlichorange und unter kurzwelligem UV-Licht eine gelbe Fluoreszenz, ähnlich der von neonfarbenen Textmarkern. Unter Einfluss von Elektronenstrahlen zeigt Svabit zudem eine hellrosafarbene Kathodolumineszenz.

## Bildung und Fundorte
Svabit bildet sich als akzessorischer Bestandteil in calciumreichen Silikaten, die durch Kontaktmetamorphose umgewandelt wurden wie beispielsweise Skarne. Als Begleitminerale treten je nach Fundort unter anderem manganhaltiger Baryt, Bergslagit, Brandtit, Calcit, Diopsid, verschiedene Granate, Hämatit, Hausmannit, Manganberzeliit, Sarkinit, Tilasit auf.
Als seltene Mineralbildung konnte Svabit nur an wenigen Orten nachgewiesen werden, wobei weltweit bisher rund 30 Fundorte dokumentiert sind (Stand 2024). Neben seiner Typlokalität, der Eisen-Mangan-Grube Harstigen bei Persberg, fand sich das Mineral in Schweden noch an weiteren Stellen in der Gemeinde Filipstad wie unter anderem im bekannten Grubenrevier Långban und im Erzfeld Jakobsberg bei Nordmark. Daneben trat Svabit noch im Erzbergwerk Norra bei Garpenberg (Gemeinde Hedemora, Dalarna Iän); nahe Rakten, Stuor-Njåske (Stuor-Njuoskes), Tjaktjajaure und Tjålme bei Ultevis in der zur Provinz Norrbottens län gehörenden Gemeinde Jokkmokk; bei Kesebol im Erzfeld Strandhem (Provinz Västra Götalands län) und im Mangan-Eisen-Bergwerk Mangruvan in der zur Provinz Örebro län gehörenden Gemeinde Lindesberg auf.
Der bisher einzige bekannte Fundort in Deutschland ist die Grube Clara bei Oberwolfach in Baden-Württemberg.
Weitere bekannte Fundorte sind die Montaldo Mine (Montaldo di Mondovì Mine) bei Borgata Oberti in der Gemeinde Montaldo di Mondovì (Provinz Cuneo, Piemont), die „Tennvatn-Pegmatite“ bei Sørfold und die Granit-Pegmatite bei Hellemobotn am Tysfjord in Norwegen, ein Diamant führender Lamproit-Schlot am Oberlauf des Flusses Koshmansay nahe Angren (Chatkal-Kuraminskii-Gebiet) in der usbekischen Provinz Taschkent sowie die bekannte Franklin Mine nahe dem gleichnamigen Ort Franklin im Sussex County des US-Bundesstaates New Jersey.